# E5esports works
株式会社E5esports Works（イーファイブイースポーツワークス）は、従業員22名（2022年2月現在）のeスポーツイベント企画・制作・運営・実施の株式会社サードウェーブのグループ会社である。

## 概要
本社は〒101-0021 東京都千代田区外神田三丁目12番8号　住友不動産秋葉原ビルにあり、eスポーツイベントは、LFS（ルフス） 池袋 esports Arena　東京都豊島区東池袋1-43-6 D-BOX 地下1階　にて行われることが多い。
事業内容は、esportsイベントの管理・運営、オンライン・オフラインゲームイベントの管理・運営、esports関連コンテンツ映像制作、esports施設管理・運営など。
その他、各種ゲーム大会の企画・実施経験がある。

## 沿革
2018年3月31日に設立。